# Consell per a la Unió Econòmica Àrab
El Consell per a la Unió Econòmica Àrab (CAEU) (àrab: مجلس الوحدة الاقتصادية العربية, Majlis al-Waḥda al-Iqtiṣādiyya al-ʿArabiyya) és un consell fundat per Egipte, l'Iraq, Jordània, Kuwait, Líbia, Mauritània, Palestina, l'Aràbia Saudita, el Sudan, Tunísia, Síria, els Emirats Àrabs Units i el Iemen el 30 de maig de 1964, després d'un acord de l'any 1957 del Consell Econòmic de la Lliga Àrab.
Segons l'acord aprovat el 3 de juny de 1957, el Consell per a la Unió Econòmica Àrab vol «organitzar i consolidar relacions econòmiques entre els Estats de la Lliga Àrab amb fonaments que siguin consistents amb els seus enllaços naturals i històrics; i proveir les millors condicions per permetre aflorar les seves economies, desenvolupant els seus recursos i assegurant la prosperitat dels seus països.»

Diagrama d'Euler dels estats que componen la Lliga Àrab i d'altres organitzacions d'àmbit interestatal: el Consell per a la Unió Econòmica Àrab, la Unió del Magrib Àrab, el Consell de Cooperació per als Estats Àrabs del Golf i l'Acord d'Agadir.